# Foneria Tipogràfica Neufville
La Foneria Tipogràfica Neufville era una fàbrica, actualment desapareguda, situada a la Travessera de Gràcia cantonada amb el carrer de la Mare de Déu dels Desemparats de la Vila de Gràcia (Barcelona).

## Història
El 22 de març del 1885, Jacob de Neufville, procedent de Frankfurt del Main, va fundar la Foneria Tipogràfica Jacob de Neufville, amb seu al carrer del Bruc, 125. Uns anys més tard, es va retirar per motius de salut i l'empresa va continuar amb el nom de Successor de Jacob de Neufville. Cap a finals de segle, els tallers es van traslladar al carrer de Santa Teresa, 10 de Gràcia.
El 1898, la Neufville fou adquirida pel jove Georg Hartmann (1880-1954), nou propietari de la Bauersche Gießerei (Foneria Bauer) de Frankfurt, per a convertir-la en la seva filial a Espanya. El 1922, en va assumir la direcció el seu fill Carl G. Hartmann (1899-1950) i es va construir la nova fàbrica de la Travessera de Gràcia, segons el projecte de l'arquitecte Claudi Duran i Ventosa (1864-1925). El 1927, la companyia va canviar la seva denominació per Foneria Tipogràfica Neufville SA, i en aquella època va esdevenir el principal subministrador de maquinària per a les arts gràfiques a l'estat espanyol. Gràcies a la tipografia Futura, dissenyada per Paul Renner el 1924, la Neufville assoliria el lideratge entre les empreses del ram a nivell internacional, juntament amb la Bauersche Gießerei i la seva filial BauerType Foundry de Nova York. A la dècada del 1930, la majoria d'impremtes l'havien adoptada com a tipografia per defecte, fent-ne el tipus de plom més venut en la història.
El 1963 en va assumir la direcció Wolfgang Hartmann, fill de Carl. Entre el 1971 i el 1988, la Neufville va adquirir diverses foneries: Fundición Tipográfica Nacional (1971), Bauersche Gießerei (1972), Fonderie Typographique Française (1974), Lettergieterij Amsterdam (1984), Ludwig & Mayer (1985) i Fonderies Réunies de Caractères du Liban (1988), consolidant-se així com a líder mundial del sector.
El canvi tecnològic que suposà el pas de la tipografia de plom a la digitalització va fer que a principis de la dècada del 1990 la foneria deixés de funcionar i l'edifici de la Travessera de Gràcia es destinés a oficines i magatzem. El 1995 va tancar definitivament, i el 1998 va ser enderrocat per a donar pas a un bloc d'habitatges de Núñez i Navarro, permetent així l'eixamplament de la Travessera previst en el Pla General Metropolità del 1976. La pèrdua d'aquest edifici va suposar un fort cop per al patrimoni industrial de la ciutat.

## Descripció
Es tractava d'un edifici industrial de planta baixa i dos pisos, estructurat entorn d'un pati central i amb façanes a dos carrers. Aquestes tenien obertures bipartides a la planta baixa i al segon pis i un coronament amb barbacanes i teulada als dos extrems del carrer de la Mare de Déu dels Desemparats, que trencaven la monotonia de la resta.